# 1. Nationale Handballdivision
Die 1. Nationale Handballdivision ist die höchste Spielklasse im belgischen Handball. Die Liga besteht aus acht Teams. Sie untersteht dem königlichen belgischen Handballverband. Rekordmeister ist Initia HC Hasselt mit 13 Meisterschaften.

## Geschichte
Die Liga wurde 1957 gegründet. Die erste offizielle Saison wurde 1958/59 abgehalten. Da es in der Wallonie noch keine verfügbaren Sporthallen gab, wurden alles Spiele in Flandern abgehalten. Ausrichtungsstätten Mechelen und Antwerpen. Die erste Saison bestritten acht Klubs:  Rijkswacht, Lyra HC, Sparta Aalst HC, Geuzen HC, Beyne, ROC Flémalle, Jupille HC und der Herstal HC. ROC Flémalle blieb in der Saison ungeschlagen und sicherte sich die erste Meisterschaft. In der folgenden Saison wurde die Liga auf neun Teilnehmer aufgestockt.
In der Saison 1960/61 wird die Liga auf zwölf Teilnehmer aufgestockt. In dieser Saison wurde ROC Flemalle abermals Meister und wieder ohne Punkteverlust. In der Saison 1961/62 wurde abermals ROC Flemalle Meister. Spektakulär war in dieser Saison, dass Aufsteiger HC Antwerpen den kompletten Kader des Ligakonkurrenten HC Uilenspiegel Wilrijk transferierte.
Bis in die Mitte der 1960er Jahre dominierte ROC Flémalle die Liga und gewann 8 Meisterschaften in Folge.

## Vereine der Saison 2019/20
Aktuell, in der Saison 2019/20 spielen acht Vereine in der Liga:
- DB Gent
- Estudiantes HC Tournai
- HBC Apolloon Kortrijk
- HC Eynatten
- HC Vise BM 2
- Kreasa Houthalen
- KV Sasja HC Hoboken
- Olse Merksem HC

In den Play-off-Runden kommen noch die vier besten Mannschaften der belgisch-niederländischen BeNe-Liga hinzu.